# Rose Hill (Kansas)
Rose Hill é uma cidade localizada no estado americano de Kansas, no Condado de Butler.

## Demografia
Segundo o censo americano de 2000, a sua população era de 3432 habitantes.
Em 2006, foi estimada uma população de 3949, um aumento de 517 (15.1%).

## Geografia
De acordo com o United States Census Bureau tem uma área de
4,1 km², dos quais 4,1 km² cobertos por terra e 0,0 km² cobertos por água.

## Localidades na vizinhança
O diagrama seguinte representa as localidades num raio de 16 km ao redor de Rose Hill.